# سیارک ۷۳۴۳
سیارک ۷۳۴۳ (به انگلیسی: 7343 Ockeghem، نامگذاری:1992GE2) هفت هزار و سیصد و چهل و سومین سیارک کشف شده‌است که در ۴ آوریل ۱۹۹۲ کشف شد.
قدر مطلق سیارک برابر ۱۴٫۳۰ است.